# Revelsta

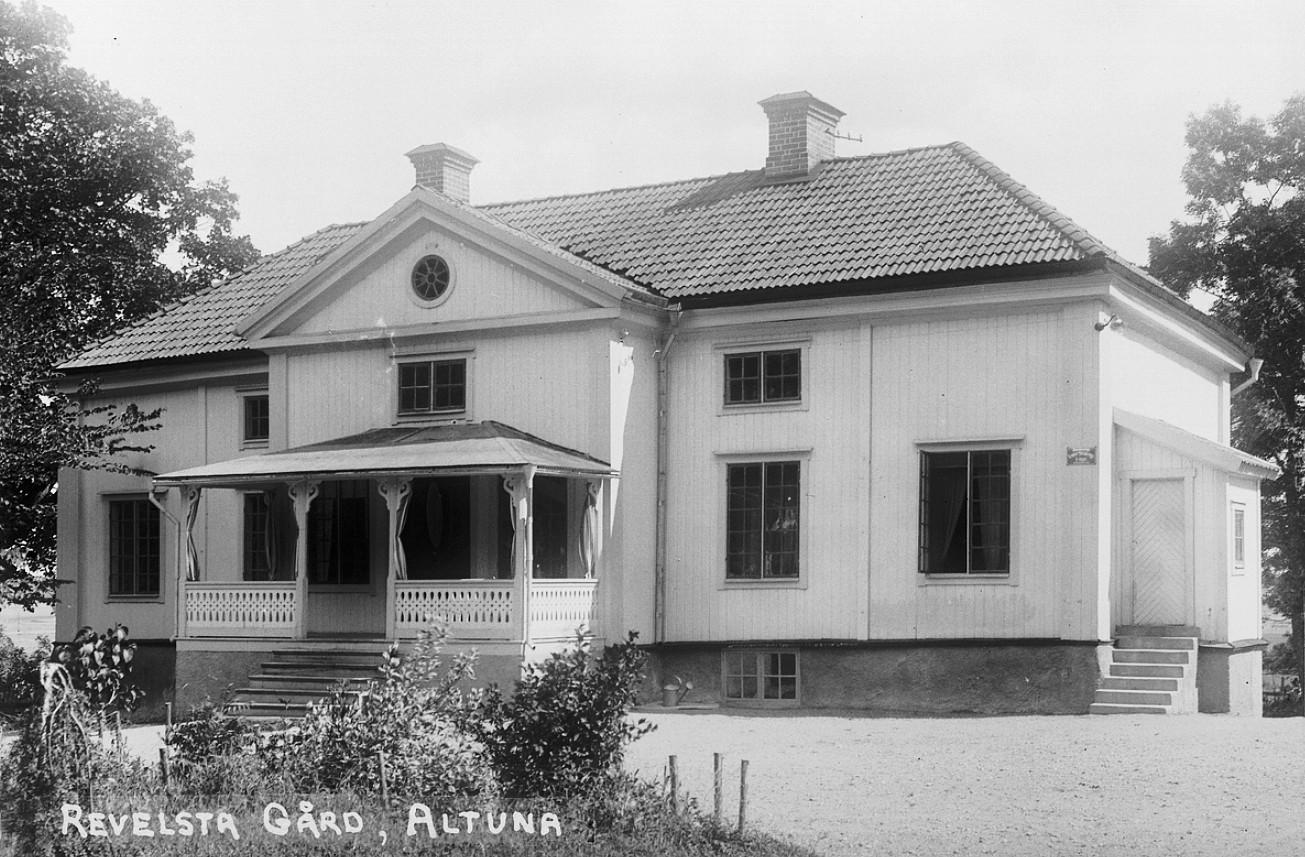
Revelsta gårds gamla huvudbyggnad 1921.

Revelsta eller Rävelsta är ett gods i Altuna socken i Enköpings kommun sydvästra Uppland. Godset har gått i arv inom ätterna Benzelstierna och von Engeström sedan 1762.
På Refvelstas ägor slog Refvelstameteoriten ner den 7 november 2020. Johan Benzelstierna von Engeström vann i mars 2024 ett mål i Svea hovrätt, där han hävdade sin rätt till meteoriten som landade på hans mark. Meteoritjägarna Andreas Forsberg och Anders Zetterqvist dömdes att betala rättegångskostnader på sammanlagt nästan 600 000 kronor. I augusti 2025 förlorade Johan Benzelstierna von Engeström mot Andreas Forsberg och Anders Zetterqvist i Högsta Domstol, och ska betala rättegångskostnaderna. Ägaren av meteoriten är upphittarna.

## Allmänt

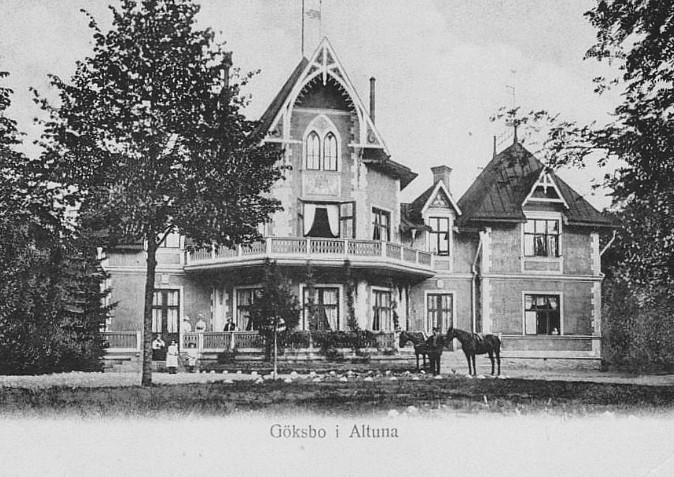
Göksbo kring sekelskiftet 1900.

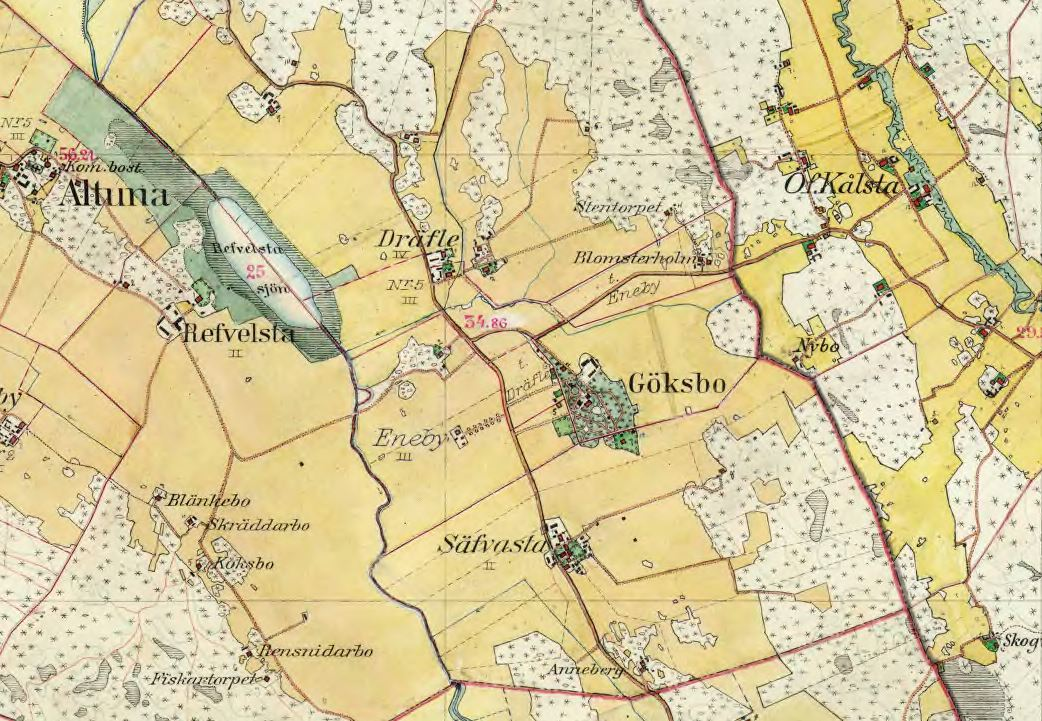
Revelsta och Göksbo cirka 1900.

Revelsta (äldre stavning Refvelsta), som ligger cirka fem kilometer norr om Fjärdhundra, har anor från 1300-talet och har ägts av bland andra släkterna Bielke, Rålamb och von Engeström. Revelsta var från 1791 fram till 2019 fideikommiss inom släkten von Engeström där utrikesminister Lars von Engeström var den första. Egendomen består förutom huvudgården Revelsta även av gården Göksbo och omfattar idag totalt 1 000 hektar mark. Mangården på Revelsta byggdes under 1700-talet på en äldre husgrund medan Göksbos huvudbyggnad uppfördes 1887 i nationalromantisk stil för änkegrevinnan Olga von Engeström.
Idag (2019) bedrivs verksamheten på Revelsta genom Refvelsta Godsförvaltning AB. Tyngdpunkter är jakt, skog- och jordbruk samt uthyrning. Verkställande direktör och ägare är Johan L. Benzelstierna von Engeström (född 1976). Huvudgården är sedan 1887 Göksbo.

## Historik
Åren 1345-1352 var Revelsta sätesgård för Nils Jonsson (Rävelstaätten) och därefter för hans son Magnus Nilsson 1356-1357. Gården ärvdes därefter av Magnus Nilssons syster Kristina Nilsdotter gift med Holmger Karlsson (Ulv) och tillföll därefter deras dotter Katarin gift med Sten Bengtsson (Bielke) som troligen utnyttjade Revelsta som sätesgård 1385-1387. Revelsta ärvdes av deras son Ture Stensson (Bielke), som gav gården i morgongåva åt sin hustru Margareta Eriksdotter (Krummedige). Ture Stensson har skrivit brev på Revelsta 1423. Efter hans död gift Margareta om sig med Krister Nilsson (Vasa) vilka tidvis utnyttjade Revelsta som sätesgård.
Margaretas son Ture Turesson ärvde gården som använde den som sätesgård 1466. Den övertogs av hans son Sten Turesson som innehade Revelsta som sin sätesgård från senast 1493 om fram till sin död omkring 1520. Alla hans barn avled unga och Revelsta gick därför i arv till brorsonen Ture Eriksson som 1525 skrev sig till Revelsta. Hans änka Birgitta Bengtsdotter (Lillie) bodde 1534-1546 på Revelsta. År 1551 omtalas Axel Erikssons tjänare på Revelsta vilket tyder på att han tidvis varit bosatt här efter svägerskans död.

## Överfallet vid Revelsta
Revelsta är känt från historien främst för det överfall som skedde här 1439 då Karl Knutssons styrkor överföll och tillfångatog Krister Nilsson. Det beryktade överfallet ägde troligen rum den 13 januari 1439 (tjugonde dag Knut). Det har skildrats både i Karlskrönikan och i Chronica regni Gothorum. 
Som bakgrund hade Karl Knutsson anlitat en av sina svenner, Klas von Langen, för att denne med en styrka skulle bege sig till Revelsta för att arrestera riksdrotsen Krister Nilsson. Karl Knutsson lär ha lämnat ett brev till von Langen, vilket denne skulle presentera för Krister Nilsson. Av brevet framgick att Karl Knutsson befann sig i Skänninge och att Krister Nilsson, i egenskap av riksdrots, kunde nå honom där vid behov. Brevet lär dock ha varit avsett endast att invagga Krister Nilsson i säkerhet.
Klas von Langens trupp smög fram till Revelsta i skydd av mörkret på kvällen den 13 januari och när drotsen gått och lagt sig slog man till och bröt sig in i huvudbyggnaden på Revelsta och tog drotsen tillfånga. Ett visst handgemäng utbröt, men eftersom drotsens män var druckna bjöds inget starkt motstånd. Krister Nilsson släpades ut naken på gården och fördes fängslad till Västerås slott.

## Ägarlängd

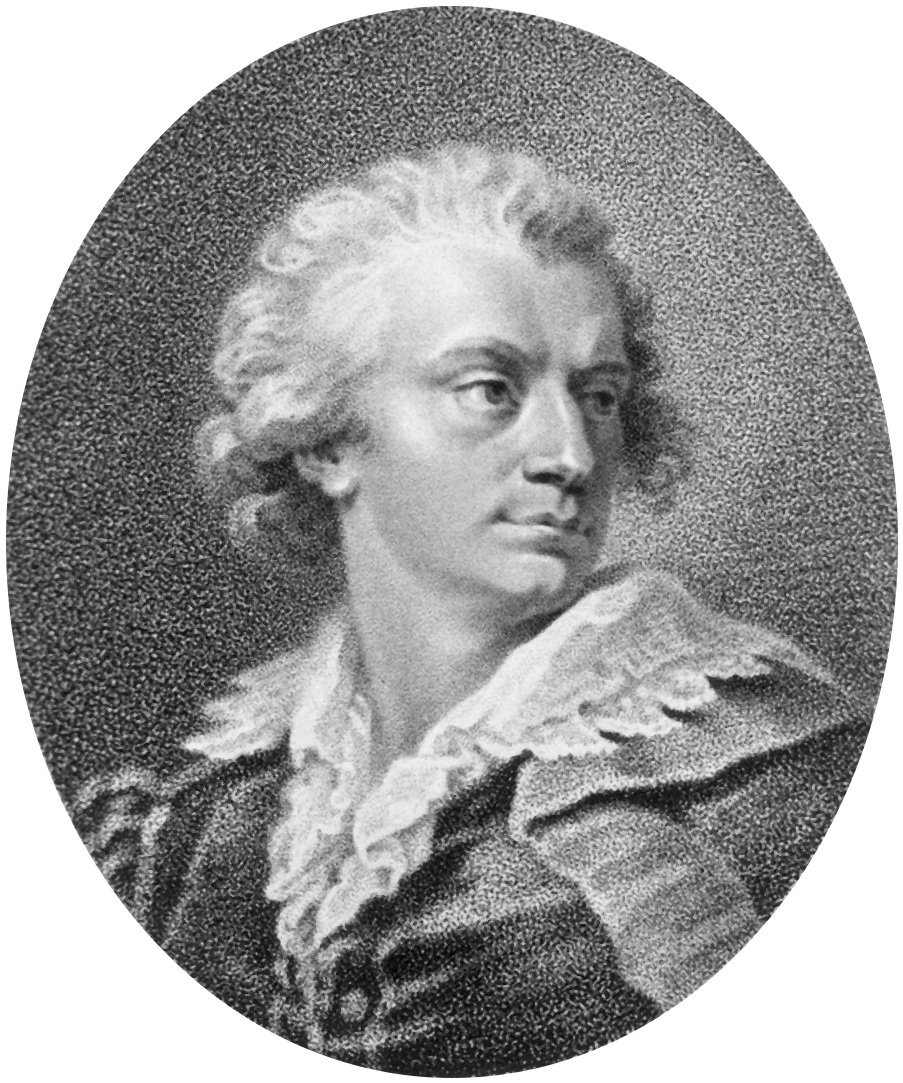
Lars von Engeström blev den förste fideikommissarien på Revelsta mellan 1790 och 1826.

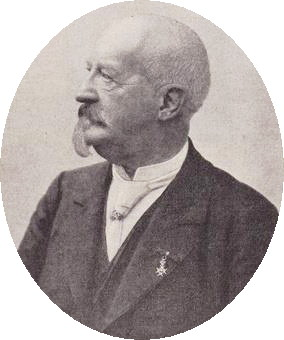
Lars Benzelstierna von Engeström var fideikommissarie mellan 1871 och 1910.

- Nils Jonsson (Refvelsta-ätten) 1345–1351
- Magnus Nilsson (son till ovan) 1356–1357
- Kristina Nilsdotter (syster till ovan, gift med Holmger Karlsson Ulv)
- Katarina Karlsson Ulv (ovans dotter, gift med Sten Bengtsson Bielke)
- Ture Bielke (ovans son) död 1425
- Margareta Krumedige (ovans hustru)
- Christer Nilsson Wasa, till 1439
- Thure Thuresson Bielke, död 1488
- Sten Thuresson Bielke, död omkring 1493
- Thure Eriksson Bielke, död 1533
- Axelsson Bielke
- Axel Johansson Bielke
- Claes Nilsson Bielke, död 1623
- Gunilla Bileke 1623–1657
- Conrad Gyllenstierna 1657–1684
- Beata Gyllenstierna 1681–1745
- Axel Duwall 1745–1750
- Anders Rålamb 1750–1762
- Johan Benzelstierna 1762–1773
- Mathias Benzelstierna 1773–1790
- Utrikesminister greve Lars von Engeström 1790–1826
- Generalmajor greve Gustaf Stanislaus von Engeström 1826–1850
- Kammarherre greve Edmund von Engeström 1850–1871
- Författare greve Lars Benzelstierna von Engeström 1871–1910
- Godsägare greve Stanislaus Benzelstierna von Engeström 1910–1932
- Agronom greve Stefan Benzelstierna von Engeström 1932–1958
- Jur kand greve Edmund Benzelstierna von Engeström 1959–2018
- Civilekonomen greve Johan Benzelstierna von Engeström 2019–